# اندیس شمال روستای زرفی
شمال روستای زرفی یک اندیس فلزی است که در حوالی شهر سلطان آباد  استان خراسان قرار دارد و مادهٔ معدنی موجود در آن، مس است.سنگ میزبان این اندیس آندزیت، آندزیت بازالت است  در این اندیس، پاراژنز‌های گالن، آزوریت یافت می‌شوند.